# Sergej Lavrov

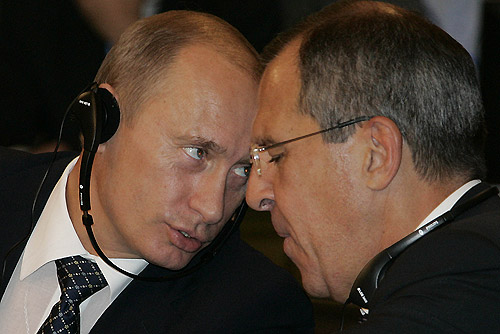
Sergej Lavrov (r.) en Vladimir Poetin in 2007.

Sergej Viktorovitsj Lavrov (Russisch: Серге́й Ви́кторович Лавро́в) (Moskou, 21 maart 1950) is sinds 9 maart 2004 minister van Buitenlandse Zaken van Rusland. Lavrov is van Armeens/Russische afkomst.

## Opleiding
Lavrov spreekt Russisch, Engels, Frans, Armeens en Singalees. Die laatste taal leerde hij toen hij in de jaren 70 als Sovjet-diplomaat in Sri Lanka gestationeerd was. Lavrov studeerde aan het Instituut voor Internationale Relaties in Moskou, waar hij in 1972 afstudeerde. Zijn eerste zending was naar Sri Lanka, waar hij verbleef tot 1976. Na terugkomst in de Sovjet-Unie was hij werkzaam op het ministerie van Buitenlandse Zaken.

## Verenigde Naties
In 1981 werd Lavrov aangesteld als senior-adviseur voor de Sovjet-delegatie bij de Verenigde Naties in New York. Hij werkte daar tot 1988, waarna hij terugkeerde naar Sovjet-Unie. Van 1988 tot 1994 werkte hij weer bij het ministerie van Buitenlandse Zaken. In 1994 keerde hij terug naar de Verenigde Naties, dit keer als permanente vertegenwoordiger voor de Russische Federatie.

## Minister van Buitenlandse Zaken
Op 9 maart 2004 werd Lavrov door president Vladimir Poetin benoemd tot minister van Buitenlandse Zaken als opvolger van Igor Ivanov.
Door sommigen wordt Lavrov gezien als een goede diplomaat, anderen zien hem vooral als spreekbuis van Poetin.
Onder het ministerschap van Lavrov begon Rusland op 24 februari 2022 aan een consequent als "speciale militaire operatie" betitelde invasie van Oekraïne met het oogmerk de democratisch gekozen regering af te zetten.
Bij een conferentie in Delhi in maart 2023 werd Lavrov door veel van de deelnemers uitgelachen, toen hij zei dat de oorlog begonnen was door Oekraïne tegen Rusland.

## Sancties
De internationale gemeenschap reageerde op de oorlog in Oekraïne door onder meer persoonlijke sancties tegen Poetin en Lavrov. In februari 2022 werd Lavrov toegevoegd aan de sanctielijst van de Europese Unie omdat hij "verantwoordelijk is voor het actief ondersteunen en uitvoeren van acties en beleid die de territoriale integriteit, soevereiniteit en onafhankelijkheid van Oekraïne ondermijnen en bedreigen, evenals de stabiliteit en veiligheid in Oekraïne".